# Atelodesmis unicolor
Atelodesmis unicolor là một loài bọ cánh cứng trong họ Cerambycidae.